# 어머님 용서하세요
어머님 용서하세요는 한국에서 제작된 최인현 감독의 1973년 영화이다. 남진 등이 주연으로 출연하였고 김인동 등이 제작에 참여하였다.

## 출연

### 주연
- 남진
- 전계현
- 김미영

## 제작진
- 원작자: 신봉승